# Selim Ay
Selim Ay (* 31. Juli 1991 in Antalya) ist ein türkischer Fußballspieler in Diensten von Çaykur Rizespor.

## Karriere
Ay erlernte das Fußballspielen der Reihe nach in den Jugendmannschaften Sidespor, Kepez Belediyespor und Konyaspor. 2010 erhielt er bei Letzterem einen Profivertrag, spielte aber weiterhin fast ausschließlich für die Reservemannschaft. Lediglich am letzten Spieltag gab er in der Zweitligapartie sein Debüt bei den Profis. Die Saison 2010/11 verbrachte er ausschließlich bei der Reservemannschaft. 
Für die Saison 2011/12 wurde Konyaspor ein Transferverbot seitens der UEFA auferlegt, sodass man mit den vorhandenen Spielern bzw. mit den Spielern aus den Jugend- und Reservemannschaften die Saison überstehen musste. So wurde Ay zur anstehenden Saison in den Profikader involviert. Bis zum Saisonende absolvierte er 35 Ligabegegnungen und schaffte es mit seiner Mannschaft in die Relegation der TFF 1. Lig und verpasste hierdurch das Ausscheiden im Halbfinale den Aufstieg in die Süper Lig.

## Erfolge
- Mit Konyaspor
  - Playoff-Sieger der TFF 1. Lig: 2012/13
  - Aufstieg in die Süper Lig: 2012/13
  - TSYD-Pokal (Ankara): 2013